# Комфортен шум
Комфортен шум (на английски: Comfort noise) в мобилните комуникации е най-често музикален съпровод, който бива възпроизвеждан в хода на телефонен разговор. Шумът служи за „запълване“ на периоди, в които отсъства излъчване на говор или какво да е друго полезно звуково излъчване. Обикновено може да се забележи в един от следните случаи:
- при изчакване за връзка с оператор на колцентър или междинна пауза при разговор с такъв;
- при изходящо повикване, когато търсеният абонат вече е в разговор с друг абонат;
- при задържане на разговора от отсрещната страна.

В случая на разговор с оператор на колцентър заместването на тишината с комфортен шум има за цел да смекчи внезапния преход от разговор към тишина. Още повече, при по-продължително затишие абонатът може да счете връзката за разпадната.

## Противоречия

### Разговори с кол центрове
Макар че се предполага комфортният шум да бъде ефикасно средство за заместване на тишината по време на разговор с оператор на колцентър, повечето абонати срещат недоволство. Музикалните фонове нерядко биват провъзгласявани за „досадни“.
При анкетиране на великобритански граждани 64% споделят, че търпението им се изчерпва от чакане при разговор с колцентър и биват раздразнени от музиката. Любопитен факт е, че най-досадни се оказали природни звуци като шум на вълни.